# Providence
Providence ist die Hauptstadt des US-Bundesstaats Rhode Island. Das U.S. Census Bureau hat bei der Volkszählung 2020 eine Einwohnerzahl von 190.934 ermittelt. In Providence befindet sich die Brown University.

## Geschichte
Die Stadt wurde vom Stadtgründer Roger Williams nach Gottes gnädiger Vorsehung (God’s merciful Providence) benannt, nachdem er 1636 mit seinen Anhängern von den Puritanern aus der Massachusetts Bay Colony vertrieben worden war.
1975 begann eine Umgestaltung der Innenstadt, die bis heute anhält.
Seit 1984 ist Providence bekannt als die Heimat des Dancing Cop Tony Lepore, der den Verkehr an ausgewählten Kreuzungen der Stadt tanzend regelt.

### Historische Objekte
Auf der Hope Street befindet sich das historische Governor Henry Lippitt House. Das Gebäude ist als National Historic Landmark eingetragen.

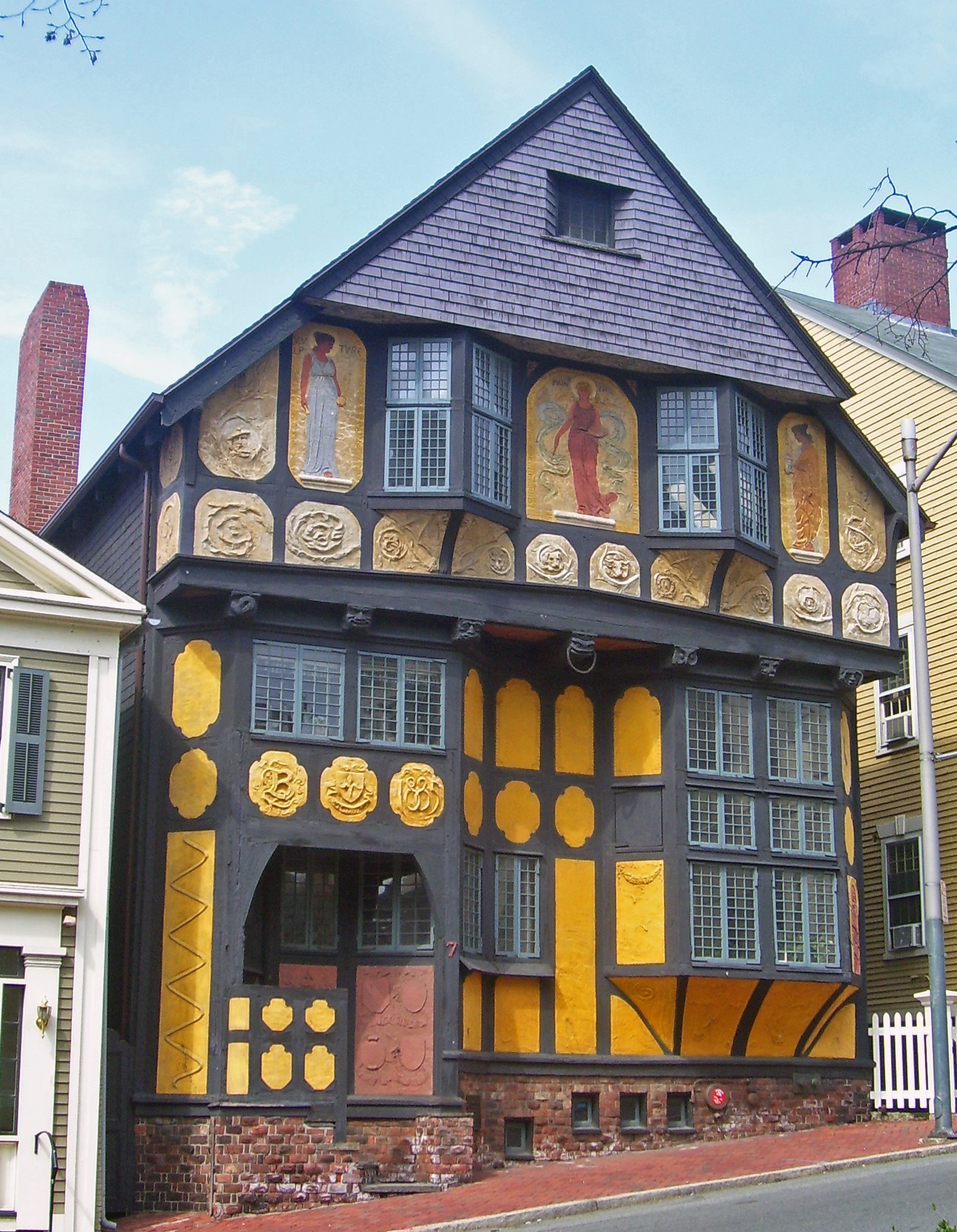
Die Fleur-de-lys Studios (2008) haben seit Oktober 1992 den Status eines National Historic Landmarks.

Der National Park Service weist für Providence insgesamt zwölf National Historic Landmarks aus, darunter befinden sich ein Gebäude der Brown University, das Nightingale-Brown House, das Nelson W. Aldrich House, die Westminster Arcade und die Fleur-de-lys Studios. 167 Bauwerke und Stätten der Stadt sind im National Register of Historic Places (NRHP) eingetragen (Stand 25. September 2020).

## Demografie
Die Bevölkerung bestand laut dem Zensus von 2010 zu 37,6 Prozent aus Weißen und zu 16,0 Prozent aus Afroamerikanern; 6,4 Prozent waren asiatischer Herkunft. 29,1 Prozent der Bevölkerung waren Hispanics. Der Median des Einkommens je Haushalt lag 2015 bei 37.501 US-Dollar. 8,2 Prozent der Bevölkerung lebten unterhalb der Armutsgrenze.

### Einwohnerentwicklung
| Jahr | Einwohner¹ |
| ---- | ---------- |
| 1980 | 156.804    |
| 1990 | 160.728    |
| 2000 | 173.525    |
| 2010 | 178.038    |
| 2020 | 190.934    |

¹ 1980–2020: Volkszählungsergebnisse
Die folgende Tabelle zeigt die Einwohnerentwicklung der Metropolitan Statistical Area Providence - Warwick (Bundesstaaten Rhode Island und Massachusetts) nach der Definition des U.S. Census Bureau 2015:
| Jahr | Einwohner¹ |
| ---- | ---------- |
| 1990 | 1.509.789  |
| 2000 | 1.582.961  |
| 2010 | 1.601.200  |
| 2020 | 1.676.579  |

¹ 1990–2020: Volkszählungsergebnisse

## Bildung
Providence ist Sitz der Brown University sowie, unmittelbar deren Campus benachbart, der Rhode Island School of Design (RISD) mit dem Rhode Island School of Design Museum. Außerdem befinden sich in Providence ein Campus der University of Rhode Island und der Johnson & Wales University, das Providence College sowie das Rhode Island College.
In Providence ist der Sitz des römisch-katholischen Bistums Providence.

## Wirtschaft
Die Metropolregion von Providence erbrachte 2016 ein Bruttoinlandsprodukt von 80,2 Milliarden US-Dollar und belegte damit Platz 43 unter den Großräumen der USA. Die Arbeitslosenrate in der Metropolregion betrug 3,9 Prozent und lag damit leicht über dem nationalen Durchschnitt von 3,8 Prozent (Stand: Mai 2018). Das persönliche Pro-Kopf Einkommen liegt 2016 bei 49.940 Dollar, womit Providence ein leicht überdurchschnittliches Einkommensniveau besitzt.
In Providence haben unter anderem die Unternehmen Textron, Cookson Electronics (Teil der Cookson Group) und Providence Equity Partners ihren Firmensitz.

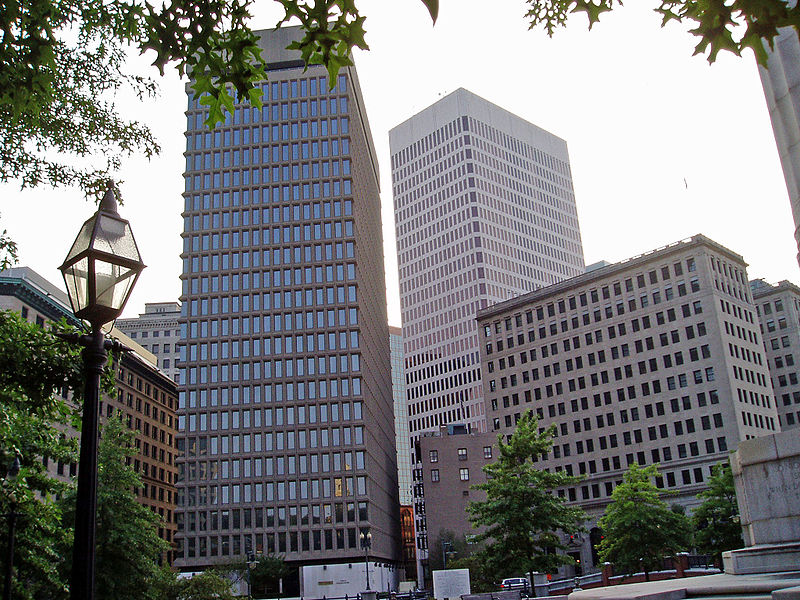
Textron-Hauptsitz, One Financial Plaza
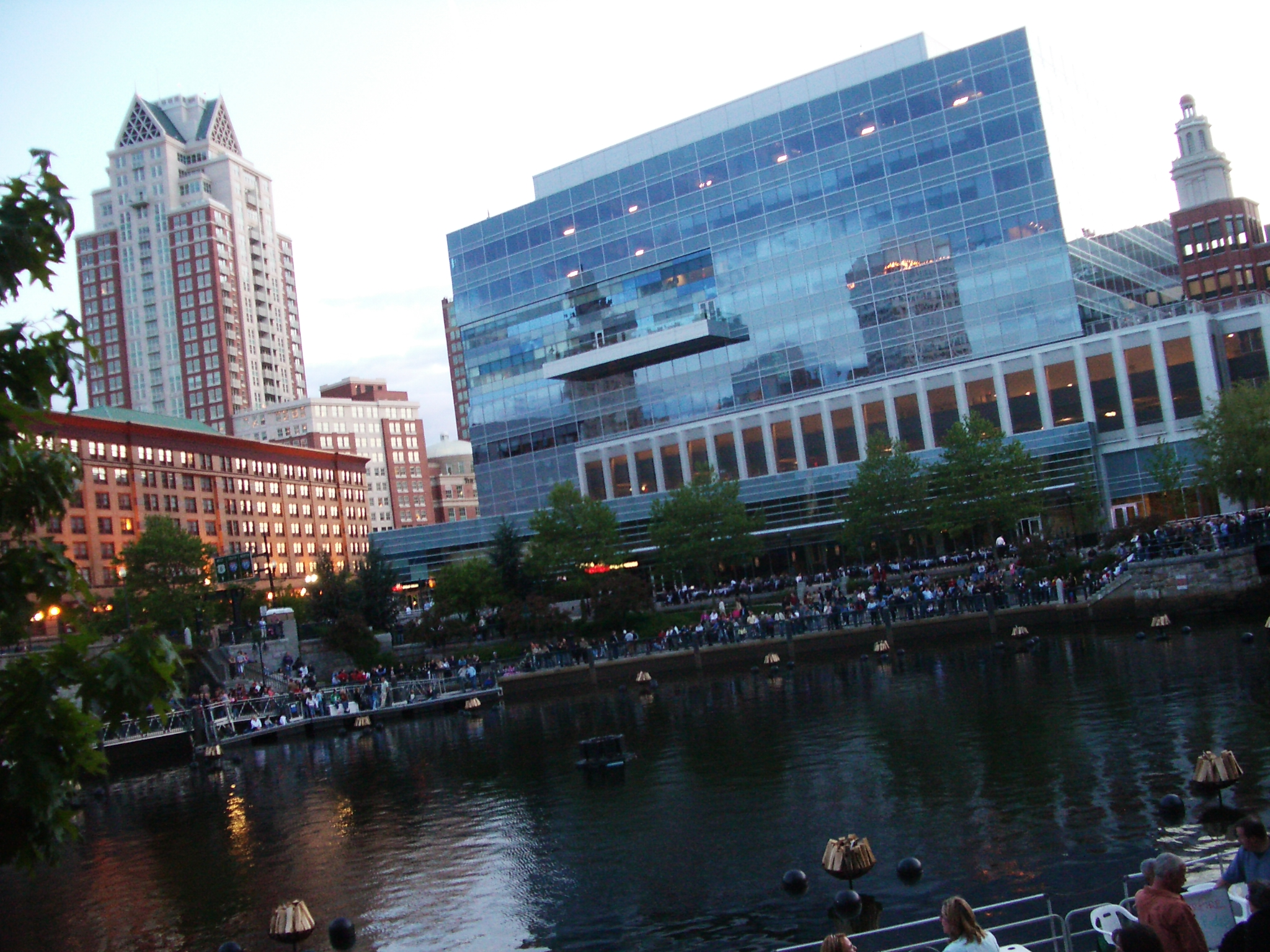
Cookson-Electronics-Hauptquartier mit Stadtsee
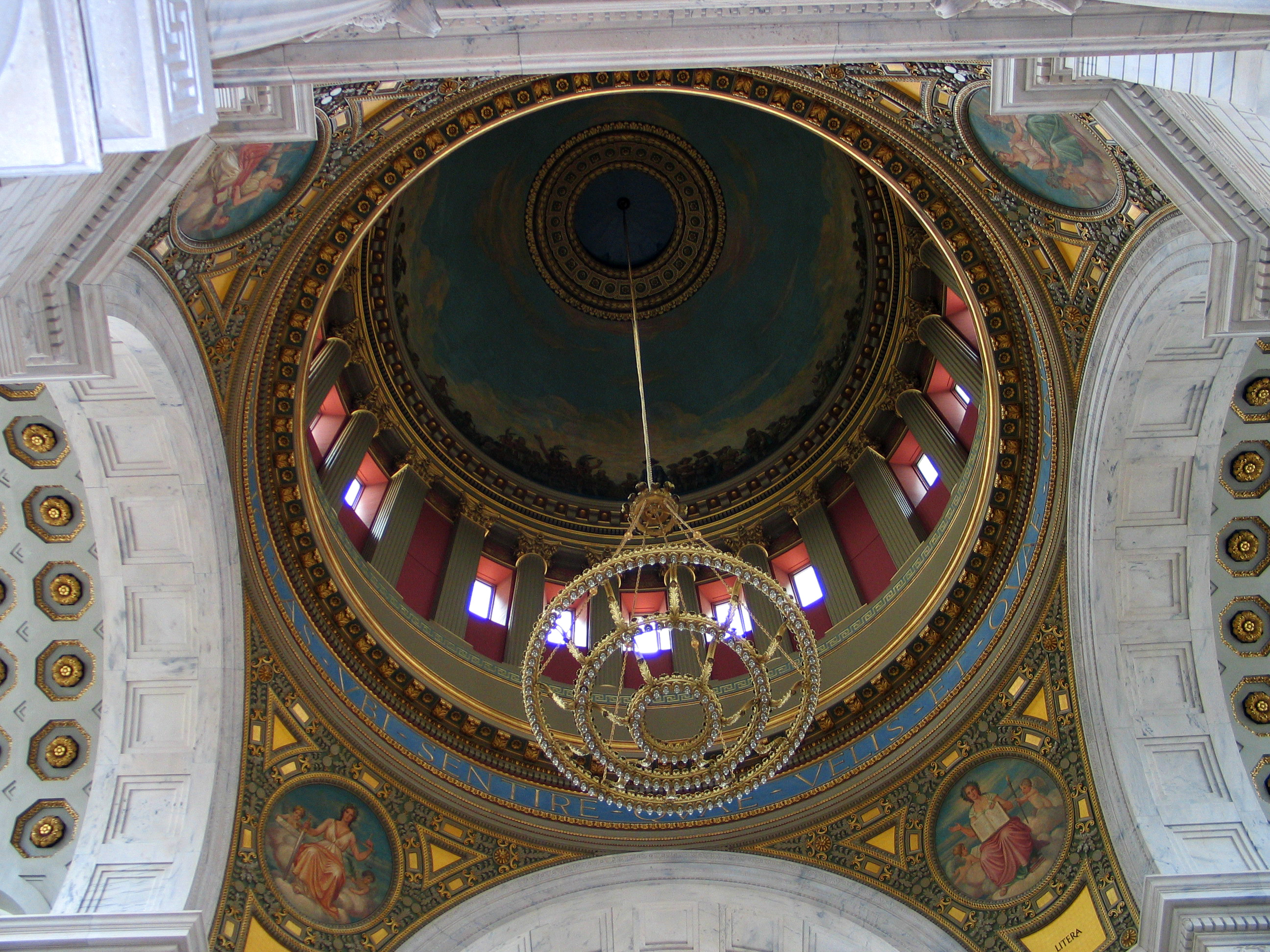
Berühmte Kuppel im Inneren des Kapitols

## Partnerstädte
- Riga,  Lettland
- Afula,  Israel
- Florenz,  Italien
- Phnom Penh,  Kambodscha
- Santo Domingo,  Dominikanische Republik

## Söhne und Töchter der Stadt

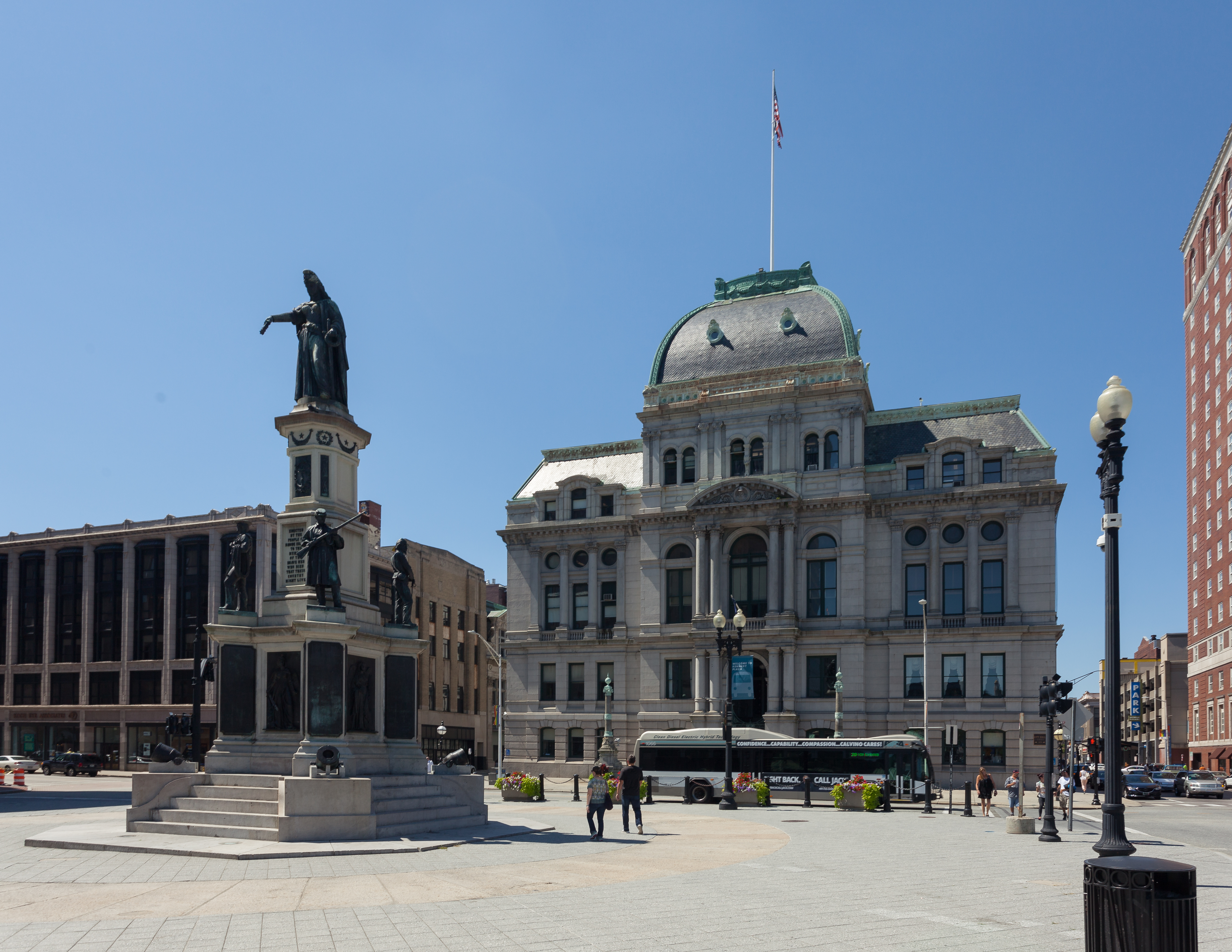
Das Rathaus

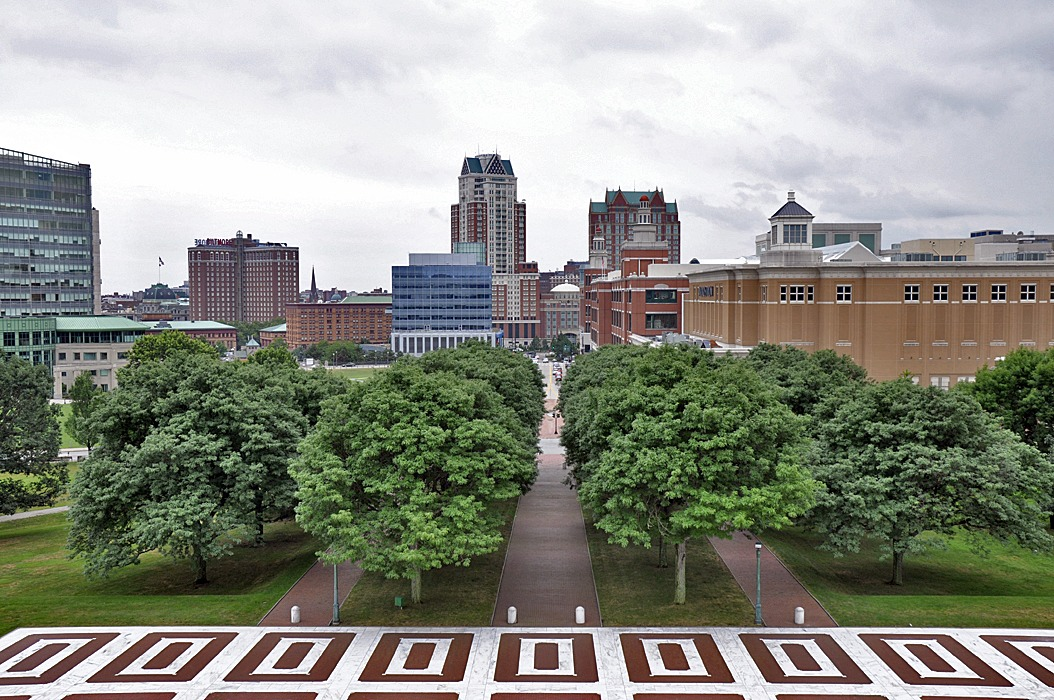
Downtown Providence

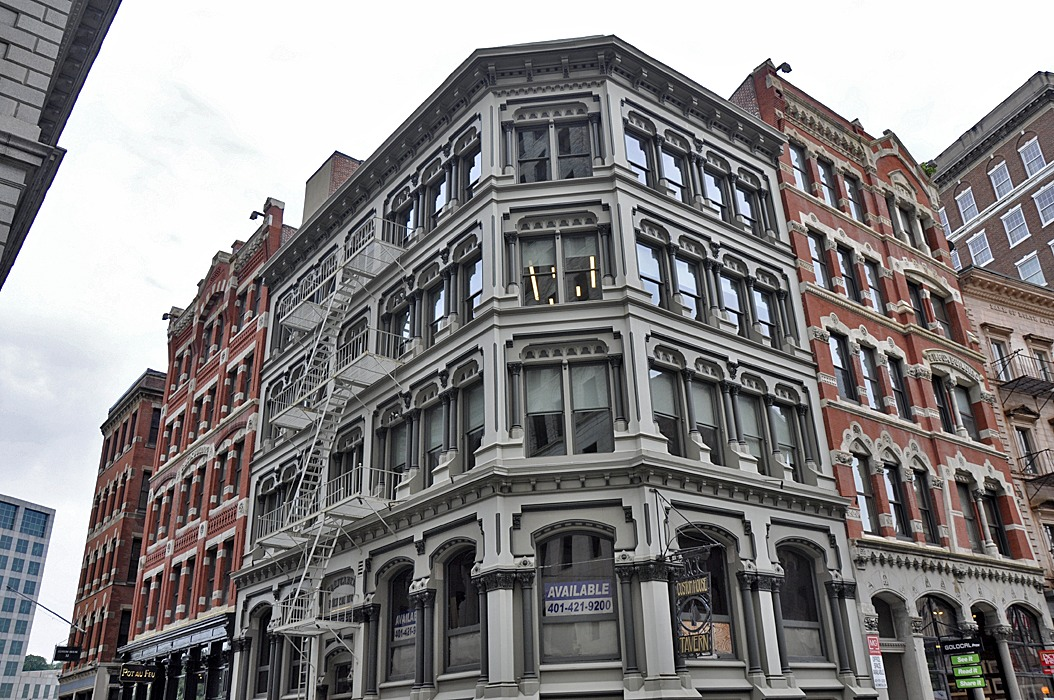
Downtown Providence

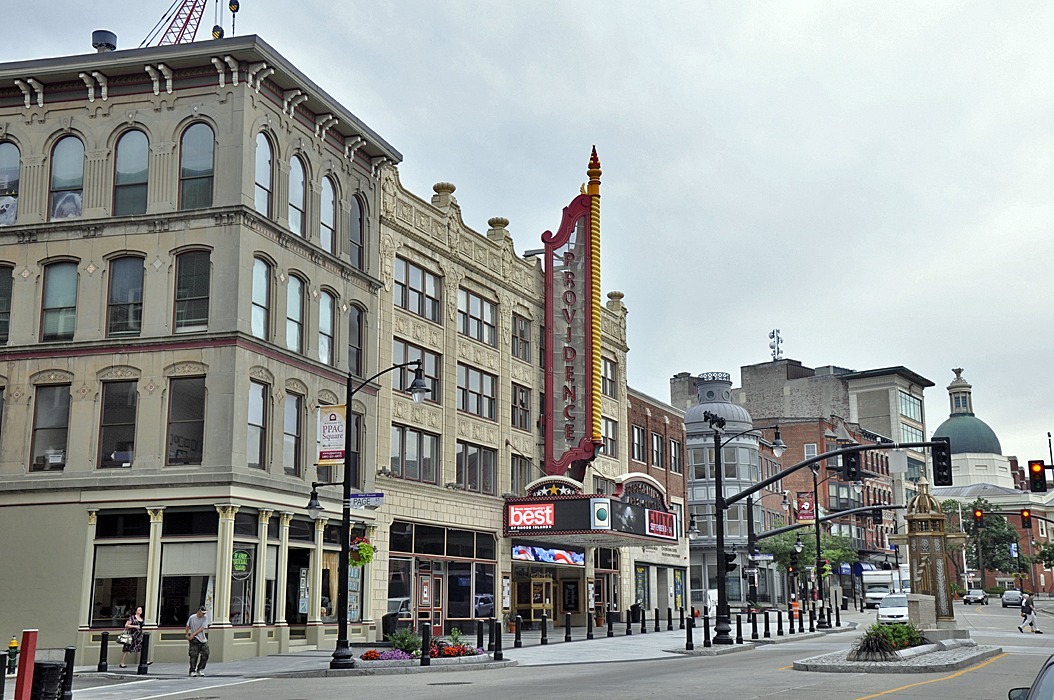
Downtown Providence

- Nicholas Cooke (1717–1782), Politiker und Gouverneur von Rhode Island
- William C. Bowen (1785–1815), Arzt, Chemiker und Hochschullehrer
- Ellen Smith Tupper (1822–1888), Bienenkundlerin und Autorin
- George Hitchcock (1850–1913), Maler
- Alexis Caswell Angell (1857–1932), Bundesrichter
- James L. Clark (1883–1969), Präparator, Fotograf, Bildhauer und Forscher
- Bob Olsen (1884–1956), Science-Fiction-Autor
- Howard Phillips Lovecraft (1890–1937), Schriftsteller
- William C. Chase (1895–1986), Generalmajor der United States Army
- John M. Devine (1895–1971), Generalmajor der United States Army
- Elizabeth Hirschfelder (1902–2002), Mathematikerin und Hochschullehrerin
- John O. Pastore (1907–2000), Gouverneur und Senator von Rhode Island
- Ruth Hussey (1911–2005), Filmschauspielerin
- Joseph J. Lilley (1913–1971), Komponist, Arrangeur und Dirigent
- Bill Osmanski (1915–1996), Footballspieler
- Joe Osmanski (1917–1993), Footballspieler
- Bernard Matthew Kelly (1918–2006), römisch-katholischer Weihbischof in Providence
- Barbara Henry (* 1932), Lehrerin und Bürgerrechtsaktivistin
- Dudley Richards (1932–1961), Eiskunstläufer
- Alvin Curran (* 1938), Komponist
- Will Mackenzie (* 1938), Fernsehregisseur und Schauspieler
- Artie Cabral (1940–2023), Jazzmusiker
- Mike Renzi (1941–2021), Jazzmusiker
- Joan Nathan (* 1943), Kochbuchautorin
- Don D’Ammassa (* 1946), Science-Fiction-Autor und Lexikograf
- Leon J. LaPorte (* 1946), Vier-Sterne-General der United States Army
- Bruce Gertz (* 1952), Jazzmusiker
- Brianne Leary (* 1957), Schauspielerin und Erfinderin
- Catherine Epstein (* 1962), Historikerin
- Shanna Moakler (* 1975), Schauspielerin und Playmate
- Peter Manfredo (* 1980), Boxer
- Mapei (* 1983), schwedisch-US-amerikanische Musikerin
- Michael Parkhurst (* 1984), Fußballspieler
- Michael P. Shawver (* 1984 oder 1985), Filmeditor
- Kali Reis (* 1986), Profiboxerin und Schauspielerin

## Klimatabelle
|                       | Jan  | Feb  | Mär   | Apr   | Mai  | Jun  | Jul  | Aug  | Sep  | Okt  | Nov   | Dez   |   |         |
| Mittl. Tagesmax. (°C) | 2,6  | 3,5  | 7,8   | 13,9  | 19,6 | 24,9 | 27,8 | 27,1 | 23,5 | 17,8 | 11,7  | 5,1   | ⌀ | 15,5    |
| Mittl. Tagesmin. (°C) | −7,2 | −6,2 | −1,8  | 3,2   | 8,5  | 13,8 | 17,3 | 16,6 | 12,1 | 6,1  | 1,6   | −4,2  | ⌀ | 5       |
|                       |      |      |       |       |      |      |      |      |      |      |       |       |   |         |
| Niederschlag (mm)     | 98,6 | 91,7 | 102,9 | 104,4 | 95,5 | 84,6 | 80,8 | 92,2 | 88,4 | 93,7 | 112,5 | 111,3 | Σ | 1.156,6 |
|                       |      |      |       |       |      |      |      |      |      |      |       |       |   |         |
| Sonnenstunden (h/d)   | 5,5  | 6,1  | 7,0   | 7,5   | 8,2  | 9,1  | 9,4  | 8,5  | 7,8  | 6,8  | 4,9   | 4,8   | ⌀ | 7,1     |
|                       |      |      |       |       |      |      |      |      |      |      |       |       |   |         |
| Regentage (d)         | 8,5  | 7,5  | 8,8   | 8,4   | 9,0  | 8,2  | 6,7  | 7,1  | 6,7  | 6,9  | 8,7   | 9,6   | Σ | 96,1    |
|                       |      |      |       |       |      |      |      |      |      |      |       |       |   |         |
| Luftfeuchtigkeit (%)  | 64   | 63   | 63    | 61    | 67   | 70   | 71   | 73   | 73   | 70   | 69    | 67    | ⌀ | 67,6    |

| −7,2 |

| −6,2 |

| −1,8 |

| 3,2 |

| 8,5 |

| 13,8 |

| 17,3 |

| 16,6 |

| 12,1 |

| 6,1 |

| 1,6 |

| −4,2 |

| −7,2 |

| −6,2 |

| −1,8 |

| 3,2 |

| 8,5 |

| 13,8 |

| 17,3 |

| 16,6 |

| 12,1 |

| 6,1 |

| 1,6 |

| −4,2 |